# カービュー
株式会社カービュー（英文社名：Carview Corporation）は、かつて存在した自動車に関するインターネットメディア事業を営む企業。自動車情報サイト「carview!」、自動車に特化したSNS「みんカラ」などを運営していた。
マイクロソフト、ソフトバンク、ヤフー株式会社の合弁会社として設立された。2015年3月にヤフーの完全子会社となった後、2022年7月1日にヤフーに吸収合併され解散した。

## 沿革
- 1996年（平成8年）9月 - ソフトバンクの子会社、スカイスポーツ企画株式会社として設立。
- 1999年（平成11年）
  - 10月 - カーポイント株式会社へ商号変更[3]。
  - 11月 - 自動車総合サイト「carpoint.ne.jp」（現・「carview!」）の運営を開始。
- 2000年（平成12年）
  - 5月 -「中古車査定仲介サービス」の提供を開始。
  - 6月 - 有限会社サブ（現・カービューエージェント）を設立
- 2001年（平成13年）1月 - カービュー株式会社へ商号変更。
- 2004年（平成16年）
  - 2月 - 中古車輸出支援サイト「trade.caview.co.jp」（「tradecarview.com」）の運営を開始。
  - 8月 - クルマSNSサイト「みんカラ」の提供を開始。
- 2007年（平成19年）
  - 2月 - 本社を東京都中央区晴海へ移転。
  - 6月 - 東京証券取引所マザーズ上場。
- 2011年（平成23年）7月 - 大阪府大阪市堂島に大阪支社を開設。
- 2012年（平成24年）
  - 10月 - ケニア共和国ナイロビ州に「CARVIEW KENYA LIMITED」を設立。
  - 12月 - ソフトバンクが保有する全株式（議決権所有割合52.2%）をヤフー株式会社に譲渡し、同社の連結子会社となる。
- 2015年（平成27年）
  - 3月 - TOBによるヤフーの完全子会社化（議決権所有割合100%）に伴い上場廃止。
  - 7月 - 本社を東京都港区六本木一丁目へ移転。
- 2016年（平成28年）
  - 1月 - ジェイ・エー・エーとの合弁会社として、兵庫県神戸市中央区に株式会社Safariを設立。
  - 3月 - 子会社の「CARVIEW KENYA LIMITED」を通して、ザンビア共和国ルサカ州に現地法人「Carview Zambia Limited」を設立。
  - 9月 - 本社を東京都千代田区紀尾井町へ移転。
- 2018年（平成30年）
  - 8月 - 東京都千代田区紀尾井町に子会社として株式会社KENKEYを設立。
  - 12月 - 株式会社トレードカービューを分社化し、中古車輸出支援サイト「トレードカービュー」に関するサービスを移管[4]。
- 2019年（平成31年）
  - 1月 - マイカーの管理・情報に関するウェブサイト「マイカーページ」をリリース。
  - 3月 - クルマのパーツ交換／整備スキル売買のスキルシェアリングアプリ「pitte」をリリース。
- 2022年（令和4年）7月1日 - ヤフー株式会社に吸収合併され解散。

## 事業
- 広告事業「carview!」- 日本最大級の自動車情報サイト。自動車やオートバイに関わるニュース・情報を提供していた。
- SNS事業「みんカラ」- ユーザー数100万人超の日本最大級のクルマSNS[5]。名称は「みんなのカーライフ」に由来。同じ車種の自動車を所有しているユーザーや、趣味や価値観を共有できるユーザーが集まり交流できた。
- 中古車査定仲介事業「買取カービュー」- 中古車査定仲介サービスを運営。車の売却時に最大8社の車買取店から一括査定額見積もりを取得できたサービス。
- ヤフオク!事業（ヤフオク）－日本最大級のネットオークション・フリマアプリ「ヤフオク!」の自動車カテゴリを運営していた[6]。
- シェアリングエコノミーサービス「pitte」[7] - 車の整備スキルを売買できるシェアリングエコノミーサービス。パーツ交換や洗車などスキルを持つユーザーと、スキルを求めるユーザーをマッチングさせる場を提供していた。

## 関連会社
- 株式会社Safari
- 株式会社KENKEY
- 株式会社トレードカービュー
- CARVIEW KENYA LIMITED（ケニア共和国）
- Carview Zambia Limited（ザンビア共和国）